# Alexandra Ledermann 5 : L'Héritage du haras
Alexandra Ledermann 5 : L'Héritage du Haras est un jeu vidéo d'équitation, appartenant à la série série Alexandra Ledermann, développé par Lexis Numérique et édité par Ubisoft, commercialisé le 14 octobre 2004.

## Système de jeu
Dans le jeu, le joueur incarne Mademoiselle de Chardigny, petite nièce de Jeanne de Chardigny dont elle ignorait l'existence. L'action démarre lorsque le notaire de Madame de Chardigny, Monsieur Grellepois, contacte l'héroïne afin de lui apprendre l'existence d'un héritage laissé par sa grand-tante après sa mort. Afin de posséder le haras autrefois dirigé par sa tante et actuellement en ruine, Mademoiselle de Chardigny devra remplir les clauses de l'héritage, qui sont nombreuses et variées.
L'héroïne passera diverses compétitions et épreuves d'équitation afin de rénover entièrement le haras mais aussi de gagner la confiance des habitants et de redonner vie au village de Saint-Amond où se déroule l'action. Néanmoins, cela ne sera pas de tout repos car certaines personnes semblent s'opposer à la restauration du haras et tenteront d'empêcher les rénovations entreprises par la jeune héritière.

## Personnages

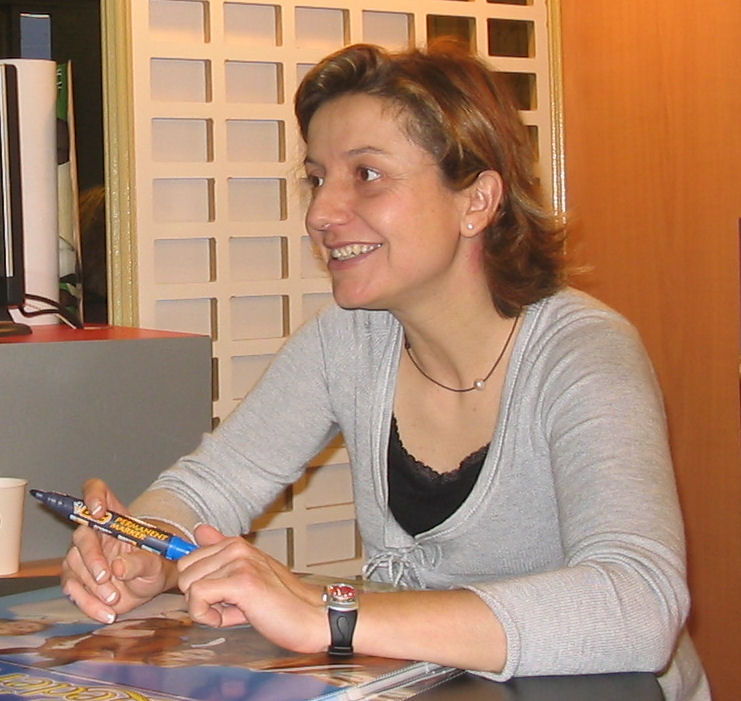
Alexandra Ledermann, protagoniste du jeu.

L'héroïne, Mademoiselle de Chardigny, est âgée de dix-neuf ans. Passionnée d'équitation, c'est une très bonne cavalière et elle a suivi les traces d'Alexandra Ledermann pendant quelque temps. Elle est le portrait craché de Jeanne de Chardigny, sa grand-tante dont elle n'a jamais connu l'existence. Elle arrive à Saint-Amond afin de reprendre le Haras en main et de toucher l'héritage dont elle est la seule bénéficiaire légale.
Thomas Vernier est l'actuel palefrenier et le fils des anciens employés, palefreniers eux aussi, de Madame de Chardigny. Il a toujours vécu à Saint-Amond. Ses parents ont péri dans un incendie au Haras et l'ont donc laissé orphelin. Thomas et sa petite sœur Camille ont été pris sous l'aile de Madame de Chardigny qui leur a offert un foyer. Aujourd'hui, Thomas est le seul tuteur légal de sa petite sœur et il est stipulé dans les clauses de l'héritage que ni lui, ni cette dernière ne peuvent être expulsés du haras. Il a vingt-deux ans.
Camille Vernier est la petite sœur de Thomas. Âgée de huit ans, elle est débrouillarde et une grande adoratrice des chevaux ainsi qu'un génie de l'ordinateur. Thomas est son tuteur légal depuis l'incendie qui a tué leurs parents. Elle ne les a jamais connu, étant bébé lors de l'incident. Madame de Chardigny était comme sa grand-mère. Camille se montre très accueillante envers l'héroïne.
Blanche Petit est l'épicière de Saint-Amond et une personne assez influente dans le petit village.
Nicolas Favière est un ancien artisan de la petite bourgade et est âgé d'environ soixante-dix ans. Actuellement retraité, Nicolas était un sellier internationalement connu mais aussi, l'amoureux de Jeanne de Chardigny, la grand-tante de l'héroïne. Il a voulu épouser cette dernière mais ses parents ont refusé. Nicolas et Jeanne n'ont donc jamais pu vivre correctement leur idylle. L'arrivée de l'héroïne va raviver les souvenirs du vieil homme.
Armand Grellepois est le notaire de Saint-Amond. Il s'occupe de la succession et présente toutes les clauses à l'héroïne. Il possède une étude dans le centre-ville et connaît quelques secrets de famille. C'était un ami de Madame de Chardigny.
Roger Gantois est le vétérinaire de Saint-Amond. Il apparaissait déjà dans le volet précédent, ce qui laisse entendre que l'histoire se déroule dans la même région. Il est très cultivé et de bons conseils, connaissant particulièrement bien la région.
François Mercier est un éleveur de la région. Il possède des terres que Jeanne de Chardigny lui a cédé. C'est un villageois simple mais avec du caractère.
Jacques Dansoy est un riche promoteur d'environ cinquante ans. Il est influent, charismatique et un homme de la ville. Il a un mystérieux projet et va tout faire pour le réaliser.